# Bram Welten
Bram Welten (Tilburg, Brabant del Nord, 29 de març de 1997) és un ciclista neerlandès. Actualment a l'equip professional Team DSM-Firmenich PostNL.

## Palmarès
- 2015
  - 1r a la París-Roubaix júnior
  - Vencedor d'una etapa als Tres dies d'Axel
- 2016
  - 1r al Handzame Challenge
  - 1r al Zillebeke-Westouter-Zillebeke
  - Vencedor d'una etapa al Triptyque des Monts et Châteaux
- 2017
  - 1r al Gran Premi Criquielion
  - 1r al Gran Premi dels Comerciants de Templeuve
  - 1r a la Brussel·les-Zepperen
  - Vencedor d'una etapa al Tour de Bretanya
- 2021
  - 1r al Tour de Vendée